# Муамер Хукић
Муамер Хукић (Угао, код Сјенице, 11. новембар 1984), познатији као Марко Хук, немачки је професионални кик-боксер, пореклом из Србије.

## Живот и боксерске каријере
Године 1993. његова породица је емигрирала за Немачку, тачније у Билефелд. Тамо је и почела спортска Муамерова каријера. Прво је почео да се бави кик боксом и постао светски првак 2003. године са само 18 година.
Промотери су се одмах почели отимати за њега. Прво је 2004. године био код промотера Сауерланда а касније га је преузео Ули Вегнер, код кога је и постао професионалац. Ту је показао свој агресивни стил који публика воли, добру издржљивост, снагу и јаку вољу да победи. По процени боксерских стручњака Хукићева слаба страна је нестабилан темперамент и прљаве борбе прљавог стила које га чини контроверзним.
Хукић се веома брзо пробио у сам врх светског кик-бокса. На самом почетку каријере редом је побеђивао своје противнике од познатијих Мајкла Симса и Клаудија Раскоа. Прву значајну борбу, коју је пренео и Ринг магазин, је имао против Италијана Пјетра Аурина. У типичној, по опису меча, дивљој и контроверзној борби савладао је Италијана који је напустио ринг и тиме препустио победу Хукићу.
Следећа Хукићева борба и овог пута је била чиста победа против Вадима Токарева који је пре тога био непоражен и имао скор од 23:0. Ово је подигло Хукићев рејтинг на 7 место по оцени Ринг магазина и довело до његове прве борбе за светски трон у Светској боксерској организацији (WBO). Ту борбу је изгубио нокаутом у 12 рунди против браниоца титуле Стива Канингема.
После ове борбе Хукић је заређао шест узастопних победа. У каријери до марта 2010. године Хукићев рекорд је био: 29 борби, 28 победа и један пораз. Од 27 победа 21 је остварио нокаутом.
Истиче, да му је драго да као дијете из Србије и као Бошњак уједињује Србе и Бошњаке.